# Днепр (мотоцикл)
Днепр — тяжёлый дорожный мотоцикл с боковым прицепом, выпускавшийся КМЗ — Киевским мотоциклетным заводом.
В наше время все тяжёлые мотоциклы КМЗ обобщённо называют «Днепр», хотя первая модель, получившая собственное название «Днепр», К-650 появилась в 1968 году. Год закрытия проекта — 2012.

## Гражданские модели
1950 год — модель М-72. Мощность двигателя 22 л. с. В 1949 году по приказу Министра автомобильной и тракторной промышленности СССР Акопова С. А. был ликвидирован Горьковский мотоциклетный завод, оттуда на Киевский мотоциклетный завод прибыло около 100 чел. специалистов, комплект технологического оснащения и недостающее оборудование для организации производства тяжелого дорожного мотоцикла М-72, который был копией довоенного немецкого мотоцикла BMW R71.
Начиная с 1950 года, завод начал подготовку к выпуску тяжелых дорожных мотоциклов М-72. В связи с отсутствием свободных площадей для монтажа технологического оборудования для нового мотоцикла М-72 завод избрал путь перехода на новую машину за счет создания переходящего запаса двигателей и трансмиссий мотоциклов К-1В в объёме годового плана. С 1952 г. производство мотоциклов К-1Б было прекращено, а мотоциклы К-1В в количестве 6 тыс. шт. выпущены из ранее созданного задела двигателей и трансмиссий. Моторный цех № 2 и цех № 3 инвалидных колясок освобождены для монтажа оборудования и освоения производства двигателя и коробки передач мотоциклов М-72 с начала 1952 года. В 4 квартале 1952 года завод выпустил 500 двигателей с коробками перемены передач М-72 и по решению Главмотовелопрома обеспечил выпуск 500 мотоциклов М-72 с экипажной частью, полученной с Ирбитского мотоциклетного завода. В освоении и выпуске первой партии двигателей и коробок переменной передачи особо отличились т.т. Дмитриков О. А., Мантуло П. У., Лисерман А. И. Дымарь С. Г., Целуйко Д. И., Елагин В. П., Николаев А. С., Мотузка Б.Ю. В течение последующих лет кооперация с Ирбитским мотоциклетным заводом сокращалась по мере освоения узлов и деталей экипажной части Киевским мотоциклетным заводом.
В 1953 году завод наращивает выпуск мотоциклов М-72 и готовится к выпуску новой более совершенной модели, мотоцикла М-53.
1953 год — модель М-72Н. Мощность двигателя 22 л. с. Под руководством главного конструктора Позднякова К. А. и ведущих конструкторов т.т. Гром-Мозничевского Д. И. и Сологуба В. С. выпущена переходная модель мотоцикла М-72Н с новой рычажной вилкой, с гидравлическими амортизаторами, с алюминиевыми литыми тормозными барабанами колес и усиленными спицами. Одновременно велись работы по совершенствованию рамы, по введению новых грязевых щитков, новых седел, усиленных тормозов, изменённой карданной и главной передач, стоп-сигнала. Были усовершенствованы также двигатель и коляска. Благодаря этому были значительно улучшены внешний вид и эксплуатационные качества мотоциклов, а также надежность узлов экипажной части.
1958 год — модель К-750. Мощность двигателя 26 л. с. В результате упорной работы всего коллектива завода была разработана новая модель мотоцикла К-750, которая во многом отличалась от модели М-72Н и была более комфортабельной, мощной и надежной, Выпуск мотоциклов К-750 был начат заводом с 1958 года. В новой машине были устранены существенные недостатки модели М-72Н: ходовая часть была выполнена с гидравлическими амортизаторами, кузов коляски устанавливался на резиновых рессорах и гидравлических подвесках, в результате чего была значительно улучшена мягкость хода. Мощность двигателя была повышена до 26 л. с., а расход топлива уменьшен на 1 литр на каждые 100 км пути. Интересным было применение механизма привода на колесо коляски мотоцикла К-750, обеспечивающего повышение проходимости мотоцикла, что позволило с успехом применять его для специальных целей. В связи с проведенной модернизацией значительно возросла комфортабельность и скорость нового мотоцикла.
1963 год — модель К-750М. Масса 318 кг, мощность двигателя 26 л. с. Крутящий момент 4,2 кгс·м, напряжение 6 вольт. КПП 6204, топливный бак 21 литр АИ-66/72, сиденье раздельное.
Результатом работы всего предприятия в 1964 году явился новый, ещё более совершенный мотоцикл К-750 М, двигатель которого стал более долговечным, так как жесткость теплового режима была снижена на 20-25 °C за счет улучшения охлаждения головок цилиндров и масла в картере двигателя. Была улучшена конструкция механизма включения передач, что, в свою очередь, повысило долговечность коробки передач.
Рычажная вилка переднего колеса была заменена на телескопическую, с большим рабочим ходом и двойным гидроамортизатором. Органы управления мотоцикла тоже изменились: катушечная рукоятка управления дросселем карбюратора и рычаги выжима сцепления и переднего тормоза стали более надежны и не поддавались излому в случае касания о препятствие на дороге во время езды. Как известно, безопасность движения во многом зависит от надежности тормозов. Конструкторы не оставили без внимания этот важный вопрос: защитили внутреннюю полость тормозных барабанов путем ввода лабиринтного уплотнения в сопряженных деталях.
1968 год — модель К-650 «Днепр», она же МТ-8. Масса 315 кг, мощность двигателя 27 л. с., крутящий момент 4,7 кгс·м, напряжение 6 вольт. КПП 6204, топливный бак 21 литр АИ-72/76, сиденье раздельное.
Конструкторское бюро двигателей, возглавляемое инженером Овчаренко Н. А., разработало в 1960 году первые образцы верхнеклапанного двигателя с рабочим объёмом 650 см3. В процессе эксплуатации мотоцикла К-750М выяснилось, что наиболее недолговечным узлом в двигателе является сборный стальной коленвал и чугунные цилиндры, срок службы которых не превышал 20-25 тыс. км. Совместно с кафедрой литейного производства Киевского политехнического института в 1963—1966 годах была отработана конструкция коленчатого вала, отливаемого в оболочковые формы из высокопрочного чугуна. Новый коленвал позволил повысить моторесурс двигателя до 1000 часов работы, проведенные испытания показали, что после 40 тыс. км пробега мотоцикла износ шеек коленвала практически отсутствует. Поиски путей увеличения моторесурса привели конструкторов к новым прогрессивным в мотоциклостроении решениям: кривошипно-шатунный механизм был запроектирован на подшипниках скольжения, и была создана система смазки, обеспечивающая высокую степень очистки масла, а также были применены биметаллические цилиндры с алюминиевым оребрением и чугунной гильзой, соединенные диффузионным способом, нижнеклапанная система механизма газораспределения двигателя заменена верхнеклапанной. В канун 50-летия Великой Октябрьской социалистической революции коллектив завода выпустил первую промышленную партию мотоциклов К-650 «Днепр» с верхнеклапанным двигателем МТ-8 с рабочим объёмом 650 см3, мощностью 27 л. с. при 5000-5200 об/мин. Максимальная скорость мотоцикла с новым двигателем повысилась до 100 км/час.
1971 год — модель МТ-9. Масса с коляской — 320 кг, объём двигателя — 650 см3, мощность двигателя — 32 л.с., крутящий момент — 4,7 кгс·м, напряжение — 6 вольт, максимальная скорость — 95 км/ч, КПП — МТ804 с задней скоростью, топливный бак до конца 72г - 21л , после — 19 литров, бензин — А-72, А-76. Раздельное сиденье, фара старого образца со встроенным спидометром. Первая модель на которой были установлены указатели поворотов.
1974 год — модель МТ-10. Масса с коляской — 335 кг, объём двигателя — 650 см3, мощность двигателя — 32 л.с., крутящий момент — 4,7 кгс·м, напряжение — 12 вольт, максимальная скорость — 100 км/ч, КПП — МТ804 с задней скоростью, топливный бак — 19 литров, бензин — А-72, А-76. Введено сплошное сиденье, изменен крепеж передних указателей поворотов, разработана новая конструкция фары и приборная панель.
1977 год — модель МТ-10-36. Масса с коляской — 335 кг, объём двигателя — 650 см3, мощность двигателя — 36 л.с., крутящий момент — 4,8 кгс·м, напряжение — 12 вольт, максимальная скорость — 105 км/ч, КПП — МТ804 с задней скоростью, топливный бак — 19 литров, бензин — А-72, А-76. Сплошное сиденье, приборная панель. Разработан карбюратор К-301Д с увеличенным диффузором, модернизирован распредвал, введён стояночный тормоз на руле.
1978 год — модель МТ-12. Масса с коляской — 350 кг, объём двигателя — 750 см3, мощность двигателя — 26 л.с., крутящий момент — 4,2 кгс·м, напряжение — 6 вольт, максимальная скорость — 95 км/ч, КПП — МТ804 с задней скоростью, топливный бак — 19 литров, бензин — А-72, А-76. Раздельное сиденье, фара старого образца со встроенным спидометром. Установлен привод на колесо коляски, крепеж БСЛ-110 и канистры на 10л. 
1984 год — модель МТ-11. Масса с коляской — 325 кг, объём двигателя — 650 см3, мощность двигателя — 32 л.с, крутящий момент — 4,8 кгс·м, напряжение — 12 вольт, максимальная скорость — 100 км/ч, КПП — МТ804 с задней скоростью, топливный бак — 19 литров, бензин — А-76, АИ-93. Сплошное сиденье, после 91г была модификация (021) с раздельными сидениями , после 93г начал комплектоваться на части выпускаемых мотоциклов пружинно-рычажной  передней вилкой , по аналогии с ИМЗ 8.103.40 Турист , приборная панель. Модернизирован распредвал, разработан карбюратор К63Т, ( после 92г К65Т) изменен замок зажигания, добавлен тормоз на колесо коляски, а также стояночный тормоз на раме. Самая массовая модель мотоцикла «Днепр».
1986 год — модель МТ-16. Масса с коляской — 350 кг, объём двигателя — 650 см3, мощность двигателя — 32 л.с., крутящий момент 4,8 кгс·м, напряжение — 12 вольт, максимальная скорость — 95 км/ч, КПП — МТ804 с задней скоростью, топливный бак — 19 литров, бензин — А-76, АИ-93. Сплошное сиденье, после 91г была модификация (021) с раздельными сидениями , после 93г начал комплектоваться на части выпускаемых мотоциклов пружинно-рычажной  передней вилкой , по аналогии с ИМЗ 8.103.40 Турист панель. Модернизирован распредвал, разработан карбюратор К63Т, ( после 92г К65Т)изменен замок зажигания, установлен привод и тормоз на колесо коляски, а также стояночный тормоз на раме. Так же до 91г комплектовался креплением лопаты БСЛ-110 , и креплением канистры 10л. После 91 г крепеж лопаты был убран, крепление канистры осталось. 
1991 год — модель Днепр КМЗ 8.157.01 «Соло» — дорожный мотоцикл-одиночка.
1991 год — модель Днепр КМЗ 8.157.02. Основными её отличиями от стандартных «Днепров» были: 9-й мост, наличие в КПП специальной шестерни спидометра для точного определения скорости с ускоренной главной парой и новыми колесами, спецшайбой «блокирован» рычаг заднего хода, колеса на 18 дюймов с ижевской резиной и хромированными ободами, крыло закреплено на перьях и имеет другую форму, иногда хромированное, иногда просто крашеное, вилка с мягкими пружинами и верхней алюминиевой траверсой, дуги, руль меньших размеров, под сидением бардачок для инструмента, крепление для насоса, боковые декоративные крышки, маятник на конусных подшипниках, повороты с обеих сторон, тяга заднего тормоза и сам рычаг другой, амортизаторы с хромированными и более мягкими пружинами, обязательно 2 глушителя.
1992 год — модель Днепр КМЗ-8.157-022 «Чоппер». Отличалась от базовой одиночки обвесом, имела повышенную степень сжатия под бензин АИ-92. Так же на все «чопперы» КМЗ устанавливался стартер. Первая партия мотоциклов шла с пятиступенчатыми коробками передач.
Также готовился в крупную серию улучшенный туристический мотоцикл «Днепр» 157-23 (аналог 40-сильного патрульного мотоцикла, но без средств связи и спецсигналов) с большим по площади обтекателем, двумя пластиковыми багажниками и другими приятными «мелочами». До момента губительной для КМЗ смены руководства были построены всего два экземпляра этих дальнобойных гигантов. Колесная база большого «туриста» на 90 мм превышала базу «Чоппера», а сухая масса была больше на 35 кг и равнялась 260 кг. Кроме того, мотоцикл отличался установкой электростартера, пятиступенчатой КПП, четырьмя мощными дугами безопасности, широкими удобными сиденьями (заднее со спинкой) и платформой для ног пассажира.

## Спортивные модели
1956 год — модели М-53С и К-750СМ: спортивные и дорожные мотоциклы разработанные для гонок. Завоевали не одну медаль на различных гонках как отечественного, так и международного масштаба. Поэтому они являются одними из самых легендарных мотоциклов в модельном ряду ранних Днепров.
Днепр «158-02» (Эндуро динамит). И внешне, и по конструкции «158-02» был выполнен на вполне современном уровне. Шасси этой крупной модели базируется на жесткой раме из стальных труб большего, чем обычно, диаметра, сваренных в несколько непривычную, но прочную конструкцию. Столь солидная «оправа» сооружена для особенного двигателя — 2-цилиндрового «боксера» с рабочим объёмом 1000 см³ и мощностью 70 л. с. при 6700 об/мин. Двигатель имел модернизированную систему смазки и 4-клапанные головки цилиндров.
«Днепр СШ-1» — трёхколёсная двуколейная машина, напоминающая внешне мотоцикл с коляской, созданная для участия в шоссейно-кольцевых гонках. На модели трижды были завоёваны серебряные медали в чемпионате СССР по ШКГ: в 1969, 1975 и 1976 годах.
«Днепр СШ-500» — трёхколёсная двуколейная машина, напоминающая внешне мотоцикл с коляской, созданная для участия в шоссейно-кольцевых гонках. Имела полулитровый карбюраторный двигатель мощностью 75-80 л.с. при 10 000 об/мин, и 6-ступенчатую КПП. Снаряжённая масса — 155 кг. Максимальная скорость — 220 км/ч. Дебютировала в соревнованиях в 1977 году.

## Военные модели
- 1964 год — модель МВ-750. Масса 345 кг, мощность двигателя 26 л. с., крутящий момент 4,2 кгс·м, напряжение 6 вольт. КПП 6204, топливный бак 21 литр АИ-66/72, сиденье раздельное. Для военных добавлен привод на колесо коляски с блокировкой дифференциала. На коляске имеются пулеметные стойки спереди и сзади для ручного пулемета системы Дегтярева, имеется ящик ЗИП.
- 1973 год — модель МВ-750М. Масса 345 кг, мощность двигателя 32 л. с., крутящий момент 4,2 кгс·м, напряжение 6 вольт. Топливный бак 21 литр АИ-66/72, сиденье раздельное, привод на колесо коляски без блокировки дифференциала. На коляске имеются пулеметные стойки спереди и сзади для  РПК, имеется ящик ЗИП. Для военных добавлена КПП МТ804 с задней скоростью, а также крепления на коляску: канистры на 10литров, для большой саперной лопаты БСЛ-110, а также крепление для топора.
- 1976 год — модель МВ-650. Масса 360 кг, мощность двигателя 34 л. с., крутящий момент 4,7 кгс·м, напряжение 12 вольт. КПП МТ804 с задней скоростью, топливный бак 21 литр АИ-72/76, привод на колесо коляски без блокировки дифференциала. На коляске имеются пулеметные стойки спереди и сзади для  РПК, имеется ящик ЗИП, крепления канистры на 10 литров, для большой саперной лопаты БСЛ-110, а также для топора. Для военных на коляске добавлено крепление для АКМ.
- 1985 год — модель МВ-650М. Масса 370 кг, мощность двигателя 36 л. с., крутящий момент 4,8 кгс·м, напряжение 12 вольт. КПП МТ804 с задней скоростью, топливный бак 19 литров АИ-72/76, сиденье раздельное, c тормозом на колесо коляски, а также стояночным тормозом. Имеется привод на колесо коляски, блокировка дифференциала убрана. На коляске имеются пулеметные стойки спереди и сзади для ручного пулемета системы Калашникова с барабанным магазином на 75 патронов, имеется ящик ЗИП, крепления канистры на 10 литров, для большой саперной лопаты БСЛ-110, а также для топора. Для военных на коляске добавлено крепление для АКМ. Степень сжатия 7,5 — АИ-76, изменён распредвал, передаточное число первой передачи вместо 3,60 стало 4,11.

## Эскортные модели
Заводом были разработаны и выпущены мотоциклы Днепр Кремлёвский эскорт. История почетного эскорта СССР началась в 1955 году, когда Первый секретарь ЦК КПСС Н. С. Хрущёв дал поручение коменданту Московского Кремля А. Я. Веденину создать мотоциклетный взвод для торжественного сопровождения правительственных гостей. Незадолго до этого Хрущев посетил Югославию, и ему очень понравилась организованная там встреча с участием мотоциклетного сопровождения. Выбор пал на М-72 производства Киевского мотоциклетного завода (КМЗ), ставшего почти на четыре десятилетия официальным поставщиком 9-го управления КГБ СССР. Первые мотоциклы, судя по сохранившимся фотографиям, относились к разным заводским партиям, выпущенным в 1955-56 годах:
1955 год — модели М-72;
1961 год — модели К-750;
1967 год — модели К-750М;
1968 год — модели К-650;
1973 год — модели «Днепр-ЭС» проекта «Эскорт-73», поступившая на испытания в серпуховский ВНИИМотопром в 1968 году. Конструктивно она все ещё была модификацией серийного К-650, и считать её специальным мотоциклом можно лишь с большой натяжкой. Заметным отличием стали 18-дюймовые колеса, которые с этого момента использовались на всех последующих эскортных моделях. Посадка водителя благодаря седлу-подушке стала более комфортной. Грязевые щитки, ветровой щиток изготавливались из стеклопластика. Форма этих деталей тщательно подбиралась для обеспечения лучшей защиты водителя от грязи и ветра. Впервые появилась задняя дуга безопасности. Корпус боковой коляски тоже был изготовлен из стеклопластика, рама её была облегчена по сравнению со стандартной. Новой машине присвоили заводское наименование «Эскорт-73», и с этого момента традиция обозначать модели эскортных мотоциклов по году планируемого запуска в серию сохранялась до конца производства. За счет большого ветрового стекла с защитным щитком, глубоких крыльев, обилия хромированных деталей он выгодно отличался от серийных мотоциклов, поэтому во время следования в кортеже прекрасно демонстрировал особый статус мероприятия.
Прототип «Днепр-12.9». Технический проект «Днепр-MT12.9» был рассмотрен в министерстве автомобильной промышленности 11 декабря 1976 года. Проект получил ряд замечаний, и в ходе их устранения была разработана модель «Днепр-14.9» (КМЗ-8.953 «Эскорт-78»). Пришлось отказаться от электронной системы зажигания. Сапун двигателя получил фильтрующий элемент в передней крышке двигателя. Электростартер разместили в верхней части коробки передач. На смену отечественным карбюраторам пришли немецкие Bing.
Опытный «Днепр-14.9» отправили в Гараж особого назначения в 1978 году. По результатам испытаний заказчик высказал ряд замечаний, которые завод попытался устранить. Однако некоторые болезни так и преследовали мотоциклы этой модели до конца эксплуатации. Претензии вызывала устойчивость и управляемость на больших скоростях. Но, несмотря на все недостатки, машина удалась. На изготовление первой партии из 25 специальных эскортных мотоциклов ушло более двух лет, и они были сданы заказчику только в 1979 году. В 1984 году была изготовлена вторая промышленная партия «Днепр 14.9» в количестве 25 машин.
Прототип «Эскорт-86». 27 декабря 1980 года Министерство автомобильной промышленности СССР утвердило техническое задание на принципиально новый мотоцикл для почетного эскорта — «Эскорт-86». По требованию организации-заказчика он должен был получить 950—1000 кубовый двигатель мощностью не менее 60 л. с., пятиступенчатую коробку передач с передачей заднего хода, литые колеса, двухдисковый тормоз переднего колеса, переднюю вилку с алюминиевыми подвижными трубами и ряд других современных на тот момент конструктивных решений. В июле 1983 года Киевский мотозавод изготовил один опытный мотоцикл для испытаний. Двигатель пришлось разработать фактически с нуля: он получил цельный стальной коленвал с жигулевскими коренными и шатунными вкладышами, горизонтальный разъем картера, цепной привод распредвала. Однако вскоре работы пришло остановить: новый мотоцикл получился технологически слишком сложным для существующего на тот момент производства.
В итоге проект «Эскорт-86» фактически был сведен к глубокой модернизации «Днепр-14.9». Первые два опытных образца изготовили и представили на испытания только в декабре 1986 года. По замечаниям заказчиков машины неоднократно переделывали, и лишь в 1988 году Киевский мотозавод приступил к изготовлению партии из 25 мотоциклов модели «Днепр-14.9М», которые поступили на службу в Почётный эскорт в мае 1989 года. Они отличались от предыдущей модели не только конструкцией, но и новым дизайном. Передний обтекатель большой площади был теперь жестко закреплен на раме. Вначале это создавало некоторые трудности при переучивании водителей, привыкших «чувствовать поворот» по положению переднего крыла. Глушители новой изогнутой формы приподняли, что позволило наклонять мотоцикл в виражах на больший угол. Система электрооборудования предусматривала другую коммутацию, применение оригинальных сигнальных фар и нового блока реле и предохранителей, размещенных в специальном контейнере с герметичным штекерным разъемом, панель приборов с часами и вольтметром. Уменьшили количество хромированных деталей. Конструкторы КМЗ провели большую работу по облегчению всей конструкции мотоцикла. Новый маятник изготовили из труб прямоугольного сечения. Боковой прицеп был создан заново. «Днепр-14.9М» стал последним эскортным мотоциклом Советского Союза.
1989 год — модель «Днепр-14.9Л». В середине 1985 года в кремлёвском Почётном эскорте начали эксплуатацию новой партии машин, а мотоциклы первой промышленной партии 1979 года вернули на завод. Когда же в конце десятилетия появилось эскортное подразделение в ГАИ Ленинграда, его начальник Б. Н. Гавшин предложил эти мотоциклы — восстановленные и модернизированные — передать ему. Так родилась модель «Днепр-14.9Л» (КМЗ-8.954), сочетание серийного 650-кубового двигателя с узлами (пятиступенчатая коробка передач, электростартер, ходовая часть, обтекатели) специальных эскортных машин.
В 1993 году Кремлёвские машины в «летнем» одиночном варианте были заменены на мотоциклы ВМW К75RT, «зимний» же вариант продолжал нести службу до 1996 года, когда тоже был заменен на BMW K75RT с боковым прицепом английской фирмы Watsonian.
Сейчас большая коллекция эскортных мотоциклов, восстановленных рижской мастерской «Мото-Феникс», находится в музее ФСО и периодически появляется на выставке «Олдтаймер-галерея Ильи Сорокина».
В 2000 году была попытка возобновить производство эскортных мотоциклов на КМЗ. Изготовлено несколько образцов перспективной модели «Днепр» 8.955 с двигателем с изменённой системой смазки с «жигулевским» маслофильтром, электростартером. Изготовлена новая рама, применены колеса 18". Мотоцикл имел большой корпусной обтекатель, изготовленный киевской фирмой «Аэрола». После показа и тестовых заездов было внесено несколько изменений, упрощавших конструкцию крепления заднего спецсигнала, убраны проблесковые маяки возле фары головного света. Изменена форма стекла обтекателя. Таких мотоциклов было выпущено 27 штук, впоследствии переданных в Киевский мотополк.

## Экспериментальные модели
Плановая экономика не особенно поощряла смену крупносерийных моделей, но надо отдать должное коллективу завода, несмотря ни на что, на чистом энтузиазме КБ КМЗ разрабатывало очень много интересных моделей и усовершенствований, многие из которых в лучшем случае увидели мир только мелкой серией:
мотоцикл МТ-2;
мотоцикл МТ-3;
мотоцикл МТ-5;
мотоцикл МТ-7;
мотоцикл МТ-8 «Днепр-1»;
мотоцикл «Днепр-2»;
модель патрульный «Днепр-955» производился для нужд МВД, имел мощность 42 л. с., 5-ступенчатую КПП, оборудовался спецсигналами.
Проводились эксперименты с установкой на мотоцикл «Днепр» роторно-поршневого двигателя (модели РД-515).
Всего с 1967 года выпущено более трёх миллионов мотоциклов. ОАО «Киевский мотоциклетный завод» подготовил опытно-экспериментальный образец коммунальной техники — мотоцикл «трицикл» кузовной, который рассчитан для нужд ремонтных служб коммунального хозяйства. Этот образец мототехники оборудован электросваркой и газосваркой, гильотинными ножницами для быстрого разрезания повреждений.
С появлением большого количества личных автомобилей, особо актуальной для города Киева остается проблема пробок, из-за возникновения которых автомобили, особенно габаритные, лишены возможности своевременно и оперативно прибыть к месту назначения. Эта проблема создает угрозу безопасности людей и имуществу в результате возникновения пожара. С целью решения и устранения этой актуальной проблемы трудовым коллективом ОАО «Киевский мотоциклетный завод» был разработан на базе тяжелого мотоцикла «Днепр-16» пожарный мотоцикл. Он обустроен всеми необходимыми средствами пожаротушения, в том числе в нём использованы новые безводные средства пожаротушения, аэрозольный генератор АГС-5, разработанный предприятием совместно с Институтом пожарной безопасности. Благодаря своим компактным габаритам, пожарный мотоцикл даже в пробках может без каких-нибудь проблем добраться до места возникновения пожара и на протяжении 40 секунд ликвидировать источник пожара площадью 100 м². Указанные мотоциклы с успехом могут быть использованы органами пожарной безопасности.
Для нужд коммунальных служб по озеленению территории специалистами ОАО «Киевский мотоциклетный завод» был разработан на базе трицикла «Днепр-310» парковый мотоцикл, предназначен для работ по уходу за зелеными насаждениями. Он оборудован инструментами для подстригания газонов, деревьев и кустов, поливочным оборудованием. Грузоподъемность паркового мотоцикла составляет 500 кг.

## Грузовики
В 1960 году в опытном порядке на заводе было изготовлено несколько четырёхколесных мотогрузовичков классической «грузовой» компоновки, с пластмассовыми бортовыми платформами и кузовами типа «фургон». Названные «КМЗ-Киев», эти машины получили лонжеронную раму, независимую переднюю подвеску и мотор К-750 с системой принудительного воздушного охлаждения (кстати, такие силовые агрегаты в то время широко использовались в Советской Армии — не только как стационарные агрегаты, но и как дополнительные двигатели на некоторых артиллерийских системах, позволявшие оперативно менять позицию орудий в боевых условиях). Грузоподъемность экспериментальных грузовых образцов была порядка 600 кг.
КМЗ «КИЕВ» — легкий, маневренный грузовик для доставки малых партий грузов. Первый вариант (КМЗ-1) оснащался двигателем от мотоцикла К-750, который располагался под кузовом. В блоке с силовым агрегатом работала 4-ступенчатая мотоциклетная коробка, но так как она не имела заднего хода, на заднем мосту для этой цели была установлена ещё одна дополнительная КПП. Небольшие колеса — 5.00-10 от инвалидной мотоколяски, рулевое управление и тормоза от «Москвича-402». Кабина с коротким капотом и гнутым ветровым стеклом выглядела вполне современно.
Опытные образцы фургона (КМЗ-4) и машины с бортовой платформой (КМЗ-3) также оснащались двигателем с воздушным охлаждением от серийного мотоцикла К-750. Автомобиль был оснащён рамой лонжеронного типа, грузовой платформой с пластмассовыми бортами, независимой подвеской передних колёс. Рулевое управление, гидравлические тормоза и колёса были позаимствованы у Запорожца.
Цельнометаллическая кабина была смещена вперёд благодаря небольшим размерам двигателя, который был расположен перед управляемыми колёсами. Такая компоновка позволила равномерно распределить нагрузку на оси и использовать задние односкатные колёса, кроме того дизайнеры получили большую свободу при создании экстерьера машины. Грузовик получился очень компактным и выглядел оригинально.
В 1962 году был изготовлен т. н. «армейский» вариант грузовика — КМЗ-5, он отличался усиленной рамой, торсионной подвеской задних колес и упрощенной, стальной кабиной — с вырезами вместо дверей и брезентовым тентом.
Но в итоге грузовики даже не были направлены на испытания и проект закрылся.

## Сходство и различия с мотоциклами «Урал»
Мотоциклы «Днепр» и «Урал» во многом схожи, так как представляют собой ветви эволюционного развития одной модели — М-72, являющейся клоном BMW R71. По этой причине у них много взаимозаменяемых узлов и деталей. Не претерпела изменений и конструктивная схема мотоциклов: продольный оппозитный двигатель и карданный привод ведущего колеса сохранялись весь период выпуска.
В связи с тем, что Киевский и Ирбитский заводы имели собственные конструкторские бюро эволюция модели М-72 в Киеве и Ирбите пошла различными путями и к середине 1970-х годов между «Днепрами» и «Уралами» накопилось множество отличий. Основные отличия заключаются в двигателе объемом 650 см³. В Ирбите весь период выпуска сохранялась примененная еще на BMW схема со сборным коленчатым валом на подшипниках качения, больше характерная для двухтактных двигателей. В Киеве при создании нового двигателя применили более характерную для четырехтактных двигателей схему на подшипниках качения, смазываемых под давлением. При этом коленвал сделал цельно кованным, а нижние головки шатунов имеют отъемные крышки как у автомобильных двигателей. У мотоциклов «Урал» также сохранилась схема с приводом масляного насоса вертикальным валом через угловую передачу от распорядительного вала. У «Днепра», где требования к объему и давлению масла, подаваемого в подшипники коленвала выше, масляный насос перенесли на переднюю крышку двигателя, установили его горизонтально, а привод осуществили от шестерни на носике коленчатого вала. Различается и схема очистки масла. У «Урала» применяется масляный фильтр по схеме, конструктивно близкой к аналогичному узлу автомобилей «Москвич» тех лет и имеющий унифицированный с ними сменный фильтрующий элемент. У «Днепра» — масляная центрифуга на носике коленчатого вала, по схеме, конструктивно близкой к аналогичному узлу автомобилей «Запорожец». Конструкция узла коромысел клапанов в головка цилиндров у «Днепров» проще чем у «Уралов». Однако внедренные киевлянами изменения, которые, в теории, должны были дать повышение ресурса двигателя, снижение его шумности и открыть возможности форсировки на практике дали обратный эффект. Причина — в серьезных просчетах в конструкции системы смазки. Сказалось отсутствие опыта. Спортсмены и отдельные мотолюбители пытались усовершенствовать смазку двигателя «Днепра», это давало эффект, но переделки были очень сложным. Обычным владельцам мотоциклов сделать это было не по силам. Внедрить изменения на заводе тоже не получилось.
Коробки передач мотоциклов «Урал» и «Днепр», хотя и сохранили взаимозаменяемость в сборе, но их внутреннее устройство существенно отличается и взаимозаменяемых деталей у них мало. В частности, у «Днепров» гораздо раньше чем у «Уралов» появилась передача заднего хода.